# Katsina (stan)
Katsina – stan w północnej części Nigerii.
Katsina sąsiaduje ze stanami: Kaduna, Kano, Jigawa i Zamfara oraz z Nigrem. Powierzchnia 24 192 km², ludność 6,5 mln (2005). Jego stolicą jest Katsina. Powstał w 1989 po oddzieleniu jego terenów od stanu Kaduna. W latach 1999–2007 jego gubernatorem był Umaru Yar’Adua, późniejszy prezydent Nigerii. W czasie jego urzędowania, w 2000 r. stan ten, jako piąty w Nigerii, przyjął islamskie prawo – szariat.
Stan ma charakter rolniczy. Uprawia się orzeszki ziemne, bawełnę, proso i sorgo.

## Podział administracyjny
Stan podzielony jest na 34 lokalne obszary administracyjne:
| - Bakori - Batagarawa - Batsari - Baure - Bindawa - Charanchi - Dan Musa - Dandume - Danja - Daura - Dutsi - Dutsin-Ma | - Faskari - Funtua - Ingawa - Jibia - Kafur - Kaita - Kankara - Kankia - Katsina - Kurfi - Kusada | - Mai'Adua - Malumfashi - Mani - Mashi - Matazu - Musawa - Rimi - Sabuwa - Safana - Sandamu - Zango |